# The Regeneration of Apache Kid
Pour les articles homonymes, voir Régénération (homonymie).
Pour plus de détails, voir Fiche technique et Distribution.
The Regeneration of Apache Kid est un film muet américain réalisé par Francis Boggs et sorti en 1911.

## Fiche technique
- Titre : The Regeneration of Apache Kid
- Réalisation : Francis Boggs
- Scénario : Francis Boggs
- Photographie :
- Montage :
- Producteur : William Selig
- Société de production : Selig Polyscope Company
- Société de distribution : General Film Company
- Pays d'origine :  États-Unis
- Langue : film muet avec les intertitres en anglais
- Métrage : 300 mètres
- Format : Noir et blanc — 35 mm — 1,33:1 — Muet
- Genre : Western
- Durée : 10 minutes
- Dates de sortie : 
  -  États-Unis : 15 août 1911

## Distribution
- Al Ernest Garcia : Apache Kid
- Fred Huntley
- Frank Richardson
- Tom Santschi
- Herbert Rawlinson
- Frank Clark
- George Hernandez
- Betty Harte
- Eugenie Besserer
- Camille Astor
- Elaine Davis
- Anna Dodge
- Nanette Cogley